# Zagreb Thunder
Gromovi Zagreb (Zagreb Thunder) prvi je hrvatski klub američkog nogometa, osnovan 19. 3. 2005. Jedan od najvećih pomaka Gromovi postižu uspješnom organizacijom međunarodnog turnira u američkom nogometu pod nazivom Crobowl. Turnir je održan u Zagrebu na terenu NK Prečko 15. 10. 2006. Velikom medijskom popraćenošću Crobowla, sve više ljudi dolazi u klub. Dolaskom nekoliko pojačanja s velikim iskustvom igranja američkog nogometa (Italija, SAD, Kanada) na trenerske i igračke pozicije, Gromovi počinju kvalitetno trenirati. 
2008. Thunder sudjeluje u CEFL ligi. Unatoč dobroj igri i odličnom trenerskom kadru, ne uspijevaju doći do pobjede te sezonu završavaju omjerom 0-10. 2009. ponovo sudjeluju u CEFL ligi, ovaj puta uz manje klubova, no i dalje ne uspijevaju postići pobjedu.